# Jozef Belák
Jozef Belák (3. února 1933 Nové Zámky – 31. prosince 2014 Nitra) byl slovenský geolog, fotbalový středopolař a mládežnický reprezentant Československa.

## Život
Narodil se v Nových Zámcích, po obsazení města Horthyovským Maďarskem se mu trvalým domovem stala Nitra. V Nitře vystudoval gymnázium a v Bratislavě přírodní vědy. Pracoval jako geolog a svůj profesní život spojil s Nitrou a jejím okolím, kde působil jako vedoucí Okresního útvaru územního plánování.

## Hráčská kariéra
V československé lize hrál za Sláviu VŠ Bratislava a Slovan Nitra, vstřelil jednu prvoligovou branku.

### Reprezentace
Československo reprezentoval už jako dorostenec. V juniorské reprezentaci debutoval 5. července 1953 v Karl-Marx-Stadtu proti A-mužstvu NDR (prohra 0:1, střídal jej Milan Dvořák), naposled za „Lvíčata“ nastoupil 24. října 1954 v Brně proti juniorům Maďarska (prohra 0:2).

### Prvoligová bilance
| Ročník          | Zápasy | Góly | Minuty | Klub                     |
| --------------- | ------ | ---- | ------ | ------------------------ |
| I. liga 1953    | 9      | 1    | –      | DŠO Slávia VŠ Bratislava |
| I. liga 1959/60 | 1      | 0    | –      | TJ Slovan Nitra          |
| CELKEM I. LIGA  | 10     | 1    | –      |                          |